# Trinom
Als Trinom bezeichnet man in der Mathematik die dreigliedrige Entsprechung zu dem bekannteren Binom. Es handelt sich also um ein Polynom, das eine Summe von drei Monomen ist. Auch der Begriff trinomische Formel als Gegenstück zu den binomischen Formeln existiert und wird im Standardfall auf eine Potenz der Art {\displaystyle (a+b+c)^{n}} bezogen. 
Beispiele für Trinome sind 
{\displaystyle a+b+c,}
{\displaystyle a^{2}+b^{2}-c^{2},}
{\displaystyle 3a^{2}-7ab^{3}+2ab^{4}.}
Für das Quadrat des Trinoms {\displaystyle a+b+c} erhält man durch ausmultiplizieren
{\displaystyle (a+b+c)^{2}=a^{2}+b^{2}+c^{2}+2ab+2ac+2bc.}
Die Formel für beliebige Exponenten {\displaystyle n\in \mathbb {N} } lautet:
{\displaystyle {\begin{alignedat}{4}(a+b+c)^{n}&=\sum _{i,j,k\geq 0 \atop i+j+k=n}{n \choose i,j,k}\,a^{i}\,b^{j}\,c^{k}\\&=\sum _{i=0}^{n}\sum _{j=0}^{n-i}{\frac {n!}{i!\,j!\,(n-i-j)!}}\cdot a^{i}\,b^{j}\,c^{n-i-j}\end{alignedat}}}
Die Koeffizienten der allgemeinen Potenz {\displaystyle (a+b+c)^{n}} werden auch als Trinomialkoeffizienten bezeichnet und lassen sich der Pascalschen Pyramide entnehmen.